# Opryland USA
Opryland USA (later Opryland Themepark en vaak simpelweg aan gerefereerd als Opryland) was een attractiepark in de stad Nashville in de staat Tennessee, in de Verenigde Staten. Het park bestond van 1972 tot 1997 en was vooral gericht op het thema muziek. Tijdens de late jaren 80 haalde het park bijna 2,5 miljoen bezoekers. Er waren verschillende muzikale shows en attracties te vinden. 

## Sluiting
Het park werd in 1997 gesloten omdat de net nieuwe eigenaar had besloten er een winkelcentrum van te maken, daar men dacht dat dat meer zou opbrengen dan een attractiepark aangezien een winkelcentrum permanent geopend kan blijven, terwijl het attractiepark in de winter gesloten is. Bovendien waren er inmiddels in de buurt twee nieuwe pretparken geopend, Kentucky Kingdom in Louisville, Kentucky en Dollywood in Pigeon Forge, Tennessee, wat had gezorgd voor een daling in het aantal bezoekers van Opryland. Opryland zelf kon niet meer uitbreiden om de concurrentie aan te gaan, omdat er geen beschikbare grond meer over was naast het park, waarop de directie heeft beslist het voor bekeken te houden, ondanks dat het pretpark geen verlies maakte.
Bedoeling was wel om de attracties, zeker de achtbanen, te verkopen aan andere parken zodat deze niet verloren zouden gaan. Vier van de zes achtbanen werden verkocht aan het failliete Old Indiana Fun-n-Water Park, dat een heropening plande met nieuwe attracties. Deze heropening gebeurde echter niet, en de attracties die op het terrein lagen werden verkocht als schroot.

## Belangrijkste attracties

### Achtbanen
|   | Naam                        | Soort                      | Model                     | Constructeur            | Parkdeel                                     | Jaren in park | Jaren in park | Beschrijving / opmerkingen | Nieuwe locatie |
| - | --------------------------- | -------------------------- | ------------------------- | ----------------------- | -------------------------------------------- | ------------- | ------------- | --- | --- |
| 1 | Hangman                     | Omgekeerde stalen achtbaan | Suspended Looping Coaster | Vekoma                  | American West                                | 1995          | 1997          | De laatste grote toevoeging aan Opryland. | Verhuisde na de sluiting van Opryland naar Six Flags Discovery Kingdom, waar de baan tot op heden nog steeds operationeel is. |
| 2 | Chaos                       | Stalen overdekte achtbaan  | Illusion                  | Vekoma                  | Grizzly Country                              | 1989          | 1997          | Had de langste achtbaantrein ter wereld. | Verhuisden na de sluiting van Opryland naar Old Indiana Fun-n-Water Park, maar werden daar niet meer heropgebouwd. Rock n' Roller Coaster is sinds 2003 in werking in het Amerikaanse park Great Escape, onder de naam Canyon Blaster. De andere drie banen bestaan naar alle waarschijnlijkheid niet meer. |
| 3 | Screamin' Delta Demon       | Stalen bobslee-achtbaan    | Custom Swiss Bob          | Intamin AG              | New Orleans                                  | 1984          | 1997          | / | Verhuisden na de sluiting van Opryland naar Old Indiana Fun-n-Water Park, maar werden daar niet meer heropgebouwd. Rock n' Roller Coaster is sinds 2003 in werking in het Amerikaanse park Great Escape, onder de naam Canyon Blaster. De andere drie banen bestaan naar alle waarschijnlijkheid niet meer. |
| 4 | Wabash Cannonball           | Stalen achtbaan            | Corkscrew                 | Arrow Dynamics          | State Fair                                   | 1975          | 1997          | / | Verhuisden na de sluiting van Opryland naar Old Indiana Fun-n-Water Park, maar werden daar niet meer heropgebouwd. Rock n' Roller Coaster is sinds 2003 in werking in het Amerikaanse park Great Escape, onder de naam Canyon Blaster. De andere drie banen bestaan naar alle waarschijnlijkheid niet meer. |
| 5 | Rock n' Roller Coaster      | Stalen mijntreinachtbaan   | Mine Train                | Arrow Dynamics          | Doo Wah Diddy City                           | 1972          | 1997          | Oorspronkelijk resp. "Timber Topper" en "Mini Timber Topper" genoemd, maar hernoemd nadat de bomen groter waren geworden dan de grootste van de twee achtbanen zelf. | Verhuisden na de sluiting van Opryland naar Old Indiana Fun-n-Water Park, maar werden daar niet meer heropgebouwd. Rock n' Roller Coaster is sinds 2003 in werking in het Amerikaanse park Great Escape, onder de naam Canyon Blaster. De andere drie banen bestaan naar alle waarschijnlijkheid niet meer. |
| 6 | Mini Rock 'n Roller Coaster | Stalen kinderachtbaan      | Little Dipper             | Allan Herschell Company | Professor U.B. Sharp's Kids' Club (Lakeside) | 1972          | 1997          | Oorspronkelijk resp. "Timber Topper" en "Mini Timber Topper" genoemd, maar hernoemd nadat de bomen groter waren geworden dan de grootste van de twee achtbanen zelf. | Verhuisde na de sluiting van Opryland naar Race World in de VS, maar het is niet geweten of de attractie daar ooit is geopend. |

### Andere

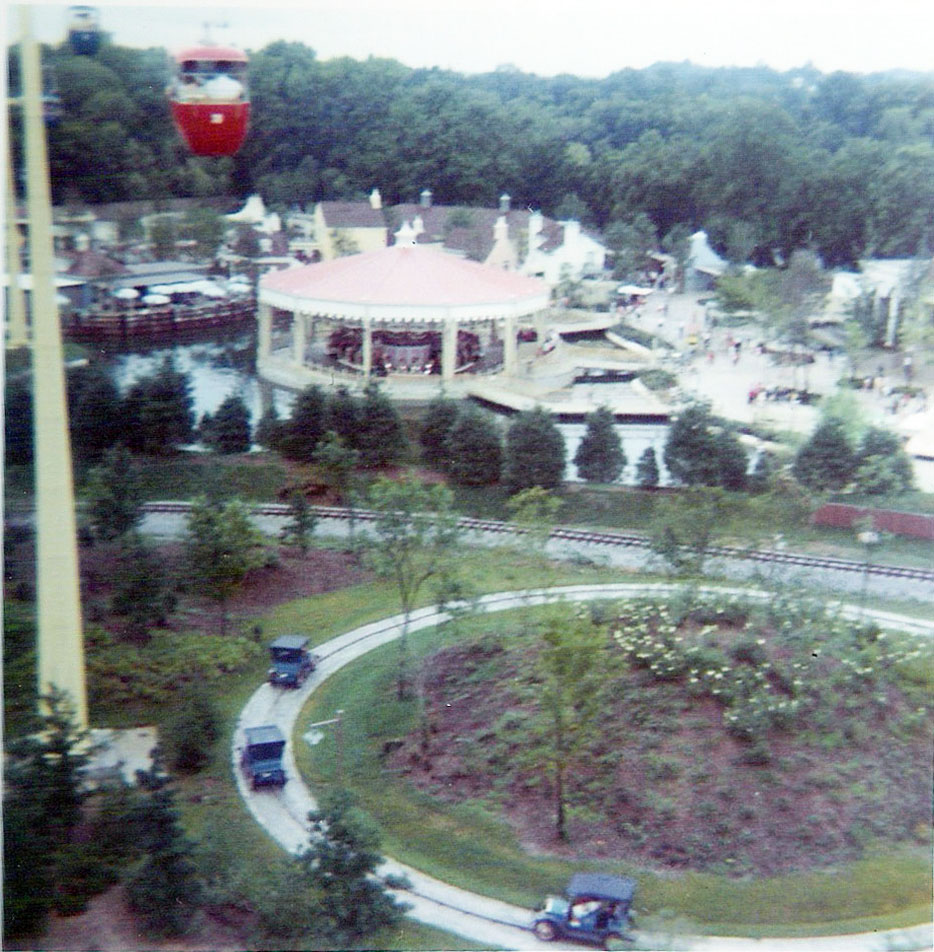
Zicht vanuit de Skyride circa 1975.

| Naam                  | Parkdeel                        | Jaren in park | Jaren in park | Beschrijving |
| --------------------- | ------------------------------- | ------------- | ------------- | --- |
| Grizzly River Rampage | Grizzly Country                 | 1982          | 1997          | Een rapid river van Intamin |
| Old Mill Scream       | Lakeside                        | 1987          | 1997          | Een Shoot-the-Chute |
| Dulcimer Splash       | Hill Country                    | 1972          | 1997          | Een boomstamattractie. Oorspronkelijk "Flume Zoom" genoemd.                                                                        |
| Tin Lizzies           | American West                   | 1972          | 1995          | Een antieke autoritattractie. Verwijderd voor "The Hangman".                                                                       |
| Barnstormer           | Lakeside                        | 1978          | 1997          | Een 30 meter hoge draaiende vliegtuigattractie.                                                                                    |
| Opryland Railroad     | Hill Country American West      | 1972          | 1997          | Treinrit rond het pretpark. |
| Skyride               | New Orleans Doo Wah Diddy City  | 1972          | 1997          | Von Roll type 101 sky ride |
| Little Deuce Coupe    | Doo Wah Diddy City              | 1972          | 1997          | Een overkoepelde Calypso |
| Tennessee Waltz       | State Fair                      | 1975          | 1997          | Een zweefmolen |
| Raft Ride             | Lakeside                        | 1972          | 1986          | Simulator op houten vloten. Verwijderd voor "Old Mill Scream". Eerste mechanische attractie ooit die verwijderd werd uit Opryland. |
| Skycoaster            | Lakeside State Fair (1995-1996) | 1995          | 1997          | Een vrije val aan bungee-elastieken. (i.t.t. de naam geen achtbaan)                                                                |